# BTS-diszkográfia
A dél-koreai BTS fiúcsapat kilenc stúdióalbumot (melyek közül az egyik egy új cím alatti újrakiadás volt), négy válogatásalbumot, és hat középlemezt adott ki. 2018. decemberben a BTS átlépte a 10 millió eladott album értéket, amivel beállították az öt és fél éves idővel a legrövidebb iudő alatt eladott tíz millió lemezt. Ezzel minden koreai művészeti kiadványtr megelőztek, amit 2000 után adtak ki. Ezek közül  csak Dél-Koreában csak 2018-ban 5 millió darab fogyott el. 2020. áprilisáig a BTS több mint 20 millió fizikai lemezt adott el az addigi hét év alatt, ezzel ők lettek a legtöbbet eladó koreai művészek.
A csapat 2013. június 13-án indult Dél-Koreában, az első kislemezük címe pedig 2 Cool 4 Skool lett. 2013 szeptemberben tértek vissza, akkor az O!RUL8,2? című középlemezzel. 2014. februárban jelent meg a második középlemezük, Skool Luv Affair címmel. Ez volt az első alkalom, hogy a lemezük felkerült a Billboard World Albums slágerlistájára és Japán Oricon Albums Chart listájára. Az album egy újracsomagolt változata, a Skool Luv Affair Special Addition 2014. májusban jelent meg. A BTS az első, Dark & Wild stúdió albumát 2014. augusztusban adta ki. Ez volt az első alkalom, hogy feljutottak az amerikai Top Heatseekers slágerlistára. 2014 zárásaként decemberben eljutottak először Japánba, és megjelentették az első japán albumukat, melynek Wake Up lett a címe. Minden japán kislemezük – a június 4-én megjelent "No More Dream", a július 16-án megjelent "Boy in Luv" és a november 19-én piacra dobott "Danger" bejutott az Oricon Albums Chart legjobb 10 dala közé, és felkerültek a Japan Hot 100-ra is.
A csapat harmadik középlemeze, a The Most Beautiful Moment in Life, Pt. 1 2015. áprilisban jelent meg. A BTS negyedik, The Most Beautiful Moment in Life, Pt. 2 című középlemezével 2015. novemberben tért vissza. Ez volt az első alkalom, hogy 171. helyen felkerültek a Billboard 200-as listájára. Ezen felül szerepelt a Billboard Top Heatseekersen és a dél-koreaiak közül elsőként négy hétig a World Albums charton. Első válogatáslemezük, a The Most Beautiful Moment in Life: Young Forever 2016. májusban jelent meg. Szeptemberben megjelentették  második japán, Youth című stúdió lemezüket, amiből a megjelenése napján 44.000 példány fogyott el. Ez lett a csapat első olyan stúdió lemeze, mely a napi és a heti Oricon ranglistát is vezetni tudta. 2016- végén a csapatr megjelentette Wings című második stúdió lemezét. Az első héten a Billboard 200-on 26. helyen kezdett, amivel ez lett a lista valaha legmagasabban jegyzett koreai albuma. Az újracsomagolt You Never Walk Alone 21017. februárban jelent meg.  Az ötödik, Love Yourself: Her című középlemeze 2017. szeptemberben jött ki. Az EP hetedik helyen nyitott a US Billboard 200-on, összesen 31,000  albummal egyenértékű egységet adtak el, ezzel ez lett a legelőrébb végzett K-pop album.
Harmadik japán stúdió albumok, a Face Yourself 2018. áprilisban jött ki, és 12.000 albummal egyenértékű egységnyi eladással a Billboard 200 43. helyén nyitott. Ezzel a harmadik legmagasabban jegyzett japán album lett a lista történetében. A RIAJ első japán albumként platina lemezzé minősítette, és addig több mint 250.00 példányban kelt el. A BTS harmadik koreai stúdió albuma, a Love Yourself: Tear 2017, május 18-án jelent meg, és első jhelyen nyitott az amerikai  Billboard 200-on, így ez lett a csoportnak a nyugati világban elért legnagyobb eredménye, ezen kívül ez volt az első K-pop album, ami vezette a listát, és ez volt a legjobb helyezésű ázsiai mű. Eminem után a BTS-nek volt a legtöbb eladott albuma az USA-ban 2018-ban. Abban az évben a Koreában eladott lemezek 22,6%-a kapcsolódott hozzá.
2019-ben a csapat elhozta a harmadik vezető helyet is, a Map of the Soul: Persona című középlemezükkel, így a BTS lett az első csapat a Beatles 1996-os eredménye óta, hogy egy csapat egy éven belül háromszor is vezesse a Billboard 200-at. Az EP Dél-Korea történetének legnagyobb példányszámban eladott középlemeze lett, az értékesített mennyiség meghaladta a 3,4 milliót. Ezt a rekordjukat a negyedik koreai stúdió albumukkal, a 2020-as Map of the Soul: 7-nel és az annak a 4,1 millió darabos eladásával – amit 9 nap alatt hoztak össze – megdöntötte. Ez lett a BTS negyedik US Billboard 200-as listavezetője.

## Stúdióalbumok
| Dark & Wild                                                                            | - Kiadás dátuma: 2014, augusztus 19. - Kiadó: Big Hit, Loen, Pony Canyon - Formátumok: CD, digitális letöltés, streaming audio       | 2 | —  | 185 | —  | 30 | —   | —  | —  | —  | —  | - KOR: 350.102                                                                          |                                                                                           |
| Wings                                                                                  | - Kiadás dátium: 2016. október 10. - Kiadó: Big Hit, Loen, Pony Canyon - Formátum: CD, digitális letöltés, streaming audio           | 1 | —  | 72  | 19 | 7  | 68  | 24 | 56 | 62 | 26 | - KOR: 1.110.233 - CHN: 156.693 - JPN: 72,512 - US: 13.000                              |                                                                                           |
| Love Yourself: Tear                                                                    | - Kiadás dátum: 2018. május 18. - Kiadó: Big Hit, iriver, Universal - Formátumok: CD, digitális letöltés, streaming audio            | 1 | 6  | 6   | 2  | 3  | 6   | 5  | 6  | 8  | 1  | - KOR: 2.181.909 - CHN: 353.346 - JPN: 209,598 - US: - WW: 2.300.000                    | - KMCA: 2× Millió - BPI: Ezüst - RIAJ: Arany                                              |
| Map of the Soul: 7                                                                     | - Kiadás dátuma: 2020. február 21. - Kiadó: Big Hit, Columbia - Formátum: CD, digitális letöltés, streaming audio                    | 1 | 1  | 1   | 1  | 1  | 1   | 1  | 3  | 1  | 1  | - KOR: 4.332.207 - CHN: 474.833 - FRA: 41.800 - JPN: 452.462 - UK: 32.000 - US: 574.000 | - KMCA: 4× Millió - BEA: Arany - BPI: Ezüst - RIAA: Platina - RIAJ: Platina - RMNZ: Arany |
| Be                                                                                     | - Kiadás dátuma: 2020. november 20. - Kiadó: Big Hit, Columbia - Formátum: CD, digiális letöltés, streaming audio                    | 1 | —  | 3   | —  | —  | 2   | —  | 3  | 2  | —  | - CHN: 203.078                                                                          |                                                                                           |
| Japán                                                                                  | |   |    |     |    |    |     |    |    |    |    |                                                                                         |                                                                                           |
| Wake Up                                                                                | - Kiadás dátuma: 2014. december 24. - Kiadó: Pony Canyon - Formátum: CD, CD+DVD, digitális letöltés, streaming audio                 | — | —  | —   | —  | 3  | —   | —  | —  | —  | —  | - JPN: 28,000                                                                           |                                                                                           |
| Youth                                                                                  | - Kiadás dátuma: 2016. szeptember 7. - Kiadó: Pony Canyon - Formátumok: CD, CD+DVD, digitális letöltés, streaming audio              | — | —  | —   | —  | 1  | —   | —  | —  | —  | —  | - JPN: 94.293                                                                           | - RIAJ: Arany                                                                             |
| Face Yourself                                                                          | - Kiadás dátuma: 2018. április 4. - Kiadó: Def Jam, Virgin - Formátumok: CD, CD+DVD, CD+Blu-ray, digitális letöltés, streaming audio | — | 71 | 94  | 40 | 1  | 116 | —  | —  | 78 | 43 | - JPN: 343.195 - US: 4000                                                               | - RIAJ: 2× Platina - BPI: Ezüst                                                           |
| Map of the Soul: 7 – The Journey                                                       | - Kiadás dátuma: 2020. július 15. - Kiadó: Def Jam, Virgin - Formátumok: CD, CD+DVD, CD+Blu-ray, digitális letöltés, streaming audio | — | 9  | 23  | 90 | 1  | —   | 7  | 51 | 35 | 14 | - JPN: 646.311 - CHN: 91.345                                                            | - RIAJ: 3× Platina                                                                        |
| "—" azt jelzi, hogy nem került fel slágerlistára, vagy az adott régióban nem adták ki. | |   |    |     |    |    |     |    |    |    |    |                                                                                         |                                                                                           |

## Válogatásalbumok
| The Most Beautiful Moment in Life: Young Forever (화양연화 Young Forever; Hwayangyeonhwa Young Forever) | - Kiadás dátuma: 2016. május 2. - Kiadó: Big Hit, Loen, Pony Canyon - Formátum: CD, digitális letöltés, streaming audio               | 1 | — | 194 | 99 | —  | 7  | —  | —  | —  | 107 | - KOR: 723.466 - CHN: 155.076 - US: 6000 - JPN: 13.511                                | - BPI: Ezüst                                                               |
| The Best of Bangtan Sonyeondan -Korea Edition-                                                          | - Kiadás dátuma: 2017. január 6. - Kiadó: Pony Canyon - Formátumok: CD, CD+DVD, streaming audio                                       | — | — | —   | —  | —  | 5  | —  | —  | —  | —   | - JPN: 62.840                                                                         | - RIAJ: Arany                                                              |
| Love Yourself: Answer                                                                                   | - Kiadás dátuma: 2018. augusztus 24. - Kiadó: Big Hit, iriver, Columbia, Virgin - Formátumok: CD, digitális letöltés, streaming audio | 1 | 9 | 5   | 1  | 23 | 1  | 11 | 20 | 14 | 1   | - Világszerte: 2.700.000 - KOR: 2,561,378 - CHN: 415,574 - JPN: 238,806 - US: 199.865 | - KMCA: 2× Millió - BPI: Arany - RIAA: Platina - RIAJ: Arany - RMNZ: Arany |
| Japán                                                                                                   | |   |   |     |    |    |    |    |    |    |     |                                                                                       |                                                                            |
| 2 Cool 4 Skool / O!RUL8,2?                                                                              | - Kiadás dátuma: 2014. április 23. - Kiadó: Pony Canyon - Formátum: CD+DVD                                                            | — | — | —   | —  | —  | 58 | —  | —  | —  | —   |                                                                                       |                                                                            |
| The Best of Bodan Shonendan -Japan Edition-                                                             | - Kiadás dátuma: 2017. január 6. - Kiadó: Pony Canyon - Formátum: CD, CD+DVD, streaming                                               | — | — | —   | —  | —  | 6  | —  | —  | —  | —   | - JPN: 36.634                                                                         |                                                                            |
| "—" azt jelzi, hogy nem került fel slágerlistára, vagy az adott régióban nem adták ki.                  | |   |   |     |    |    |    |    |    |    |     |                                                                                       |                                                                            |

## Filmzene albumok
| Cím                            | Album részletei | Legjobb helyezés | Legjobb helyezés | Legjobb helyezés | Legjobb helyezés | Legjobb helyezés | Legjobb helyezés | Legjobb helyezés | Legjobb helyezés | Értékesítés                                            | Minősítések        |
| Cím                            | Album részletei | KOR              | AUS              | BEL (FL)         | CAN              | DEN              | GER              | JPN              | US               | Értékesítés                                            | Minősítések        |
| ------------------------------ | --- | ---------------- | ---------------- | ---------------- | ---------------- | ---------------- | ---------------- | ---------------- | ---------------- | ------------------------------------------------------ | ------------------ |
| BTS World: Original Soundtrack | - Megjelenés dátuma: 2019. június 28. - Kiadó: Big Hit, TakeOne, Kakao M - Formátum: CD, digitális letöltés, streaming audio | 1                | 55               | 19               | 58               | 37               | 7                | 4                | 26               | - KOR: 553.364 - CHN: 184.705 - JPN: 57.665 - US: 3000 | - KMCA: 2× Platina |

## Középlemezek
| O!RUL8,2?                                                                               | - Kiadás dátuma: 2013. szeptember 11. - Kiadás: Big Hit, Loen, Pony Canyon - Formátumok: CD, digitális letöltés, streaming audio    | 4 | —  | —   | — | —  | —  | — | —  | —  | —   | - KOR: 240.118                                                                           |                                                                        |
| Skool Luv Affair                                                                        | - Kiadás dátuma: 2014. február 12. - Kiadó: Big Hit, Loen, Pony Canyon - Formátum: CD, digitális letöltés, streaming audio          | 1 | 23 | 150 | — | 35 | 32 | — | —  | —  | 12  | - KOR: 374.100                                                                           |                                                                        |
| The Most Beautiful Moment in Life, Pt. 1 (화양연화 Pt. 1; Hwayangyeonhwa Pt. 1)         | - Kiadás dátuma: 2015. április 29. - Kiadó: Big Hit, Loen, Pony Canyon - Formátumok: CD, digitális letöltés, streaming audio        | 1 | —  | 186 | — | —  | 17 | — | —  | —  | —   | - KOR: 517.805 - JPN: 13.091 - US: 2000                                                  |                                                                        |
| The Most Beautiful Moment in Life, Pt. 2 (화양연화 Pt. 2; Hwayangyeonhwa Pt. 2)         | - Kiadás dátuma: 2015. november 30. - Kiadó: Big Hit, Loen, Pony Canyon - Formátum: CD, digitális letöltés,, streaming audio        | 1 | —  | —   | — | —  | 15 | — | —  | —  | 171 | - KOR: 620.413 - JPN: 14,051 - US: 5,000                                                 |                                                                        |
| Love Yourself: Her                                                                      | - Kiadás dátuma: 2017. szeptember 18. - Kiadó: Big Hit, Loen, Universal - Formátumok: CD, digitális letöltés, streaming audio       | 1 | 8  | 18  | 3 | 57 | 1  | 9 | 13 | 14 | 7   | - KOR: 2,196,464 - CHN: 286.777 - JPN: 88.664 - US: 96.000                               | - BPI: Ezüst                                                           |
| Map of the Soul: Persona                                                                | - Kiadás dátuma: 2019. április 12. - Kiadó: Big Hit, iriver, Columbia, Virgin - Formátumok: CD, digitális letöltés, streaming audio | 1 | 1  | 3   | 1 | 3  | 2  | 1 | 2  | 1  | 1   | - KOR: 3.747.485 - CHN: 527.352 - FRA: 44,000+ - JPN: 353.847 - UK: 18.050 - US: 454.000 | - KMCA: 3× Millió - BEA: Arany - BPI: Arany - RIAA:Arany - RIAJ: Arany |
| "—" azt jelzi, hogy nem került fel slágerlistára, vagy az adott régióban nem adták ki.. | |   |    |     |   |    |    |   |    |    |     |                                                                                          |                                                                        |

## Kislemezek
| 2 Cool 4 Skool                                                                         | - Kiadás dátuma: 2013. június 12. - Kiadó: Big Hit, Loen, Pony Canyon - Formátum: CD, digitális letöltés, streaming audio            | 5 | 174 | — | - KOR: 231.521 |                    |
| Japanese                                                                               | |   |     |   |                |                    |
| No More Dream                                                                          | - Kiadás dátuma: 2014. június 4. - Kiadó: Pony Canyon - Formátum: CD, CD+DVD                                                         | — | —   | 8 | - JPN: 39.000  |                    |
| Boy In Luv                                                                             | - Kiadás dátuma: 2014. július 16. - Kiadó: Pony Canyon - Formátum: CD, CD+DVD                                                        | — | —   | 4 | - JPN: 49.000  |                    |
| Danger                                                                                 | - Kiadás dátuma: 2014. november 19. - Kiadó: Pony Canyon - Formátum: CD, CD+DVD                                                      | — | —   | 5 | - JPN: 56.000  |                    |
| For You                                                                                | - Kiadás dátuma: 2015. június 17. - Kiadó: Pony Canyon - Formátumpk: CD, CD+DVD                                                      | — | —   | 1 | - JPN: 84.000  | - RIAJ: Arany      |
| I Need U                                                                               | - Kiadás dátuma: 2015. december 8. - Kiadó: Pony Canyon - Formaátumok: CD, CD+DVD                                                    | — | —   | 3 | - JPN: 109,000 | - RIAJ: Arany      |
| Run                                                                                    | - Kiadás dátuma: 2016. március 15. - Kiadó: Pony Canyon - Formátumok: CD, CD+DVD                                                     | — | —   | 2 | - JPN: 136.000 | - RIAJ: Arany      |
| Chi, Ase, Namida                                                                       | - Kiadás dátuma: 2017. május 10. - Kiadó: Universal Music Japan, Def Jam Recordings - Formátum: CD, CD+DVD, digital download         | — | —   | 1 | - JPN: 273.000 | - RIAJ: Platina    |
| MIC Drop/DNA/Crystal Snow                                                              | - Kiadás dátuma: December 6, 2017 - Kiadó: Def Jam, Virgin - Formátumok: CD, CD+DVD, CD+Blu-ray, digitálsi letöltés, streaming audio | — | —   | 1 | - JPN: 401,000 | - RIAJ: 2× Platina |
| Fake Love/Airplane Pt. 2                                                               | - kiadás dátuma: 2018. november 7. - Kiadó: Def Jam, Virgin - Formátumok: CD, CD+DVD, digitális letöltés, streaming audio            | — | —   | 1 | - JPN: 481.000 | - RIAJ: 2× Platina |
| Lights/Boy With Luv                                                                    | - Kiadás dátuma: 2019. július 3. - Kiadó: Def Jam, Virgin - Formátumok: CD, CD+DVD, digitális letöltés, streaming audio              | — | —   | 1 | - JPN: 765.997 | - RIAJ: Millió     |
| "—" azt jelzi, hogy nem került fel slágerlistára, vagy az adott régióban nem adták ki. | |   |     |   |                |                    |

## Lábjegyzetek
1. 1 2 3  2018 áprilisában a Gaon Music Chart és a Korea Music Copyright Association albumokra, letöltésekre és streameléses adatokra létrehozott egy közös minősítési rendszert. A 2018. január 1. előtt megjelent művek nem kapnak minősítést.[19]
2. ↑  A Dark & Wild nem ért fel a Billboard 200-ra , de 3. lett a Billboard World Albums slágerlistán.[30]
3. ↑  A Face Yourself nem szerepelt a NZ Top 40 Albums Charton, de hetedik lett az NZ Heatseeker Albums Charton.[55]
4. ↑  A The Most Beautiful Moment in Life, Pt. 1 nem került fel a Billboard 200-ra, de 2. lett a Billboard World Albums sikerlistáján.[30]
5. ↑  All peaks in this column are for the Oricon Singles Chart.